# Protos (álbum)
πρῶτος (Protos) es el decimoprimer álbum lanzado por el productor de complextro Aleksander Vinter, y el noveno bajo el alias de Savant. El mismo fue lanzado el 8 de agosto de 2014 por la discográfica Section Z.

## Descripción del álbum
Savant estaba planeando hacer otro álbum de EDM cuando notó que lo había agotado y quería hacer un álbum space rock de estilo ochentero, para alejarse del EDM por un tiempo, de esto resultó este álbum.[cita requerida]

## Lista de canciones
| N.º     | Título             | Duración |  |
| 1.      | «Man of the Law»   | 4:40     |  |
| 2.      | «Prototype»        | 4:14     |  |
| 3.      | «Spaceship»        | 3:33     |  |
| 4.      | «Rider in Red»     | 2:07     |  |
| 5.      | «Fakers»           | 3:22     |  |
| 6.      | «Rise Up»          | 3:57     |  |
| 7.      | «Nebula»           | 5:58     |  |
| 8.      | «Spaceheart»       | 4:37     |  |
| 9.      | «Laser Sharks»     | 4:03     |  |
| 10.     | «Cry for Love»     | 3:40     |  |
| 11.     | «Samurai»          | 3:38     |  |
| 12.     | «Quest»            | 6:48     |  |
| 13.     | «Venom»            | 5:09     |  |
| 14.     | «Super Sheriff»    | 2:48     |  |
| 15.     | «Sword of Destiny» | 3:27     |  |
| 16.     | «Hit the Top»      | 2:57     |  |
| 17.     | «Aquarius»         | 5:10     |  |
| 18.     | «Beautiful World»  | 3:28     |  |
| 1:13:36 |                    |          |  |